# Unisono (organisatie)
Unisono is een platform opgericht door Sabam, PlayRight en SIMIM. Sinds 1 januari 2020 kunnen klanten via één licentie gebruik maken van onder meer muziek, theaterwerken en audiovisuele werken. 
Sabam, PlayRight en SIMIM investeerden samen in de oprichting van Unisono met als doel administratieve vereenvoudiging, meer transparantie en een efficiëntere dienstverlening. Zowel Sabam als de Billijke vergoeding kunnen via het platform geregeld worden via één licentieaanvraag. Door de betaling van één factuur worden alle betrokken auteurs, componisten, uitgevers, uitvoerende kunstenaars en producenten vergoed.
Verder biedt Unisono een tarievensimulator aan. Klanten kunnen bovendien de status van hun dossier(s) in real-time opvolgen en hebben een zicht op hoe de vergoeding verdeeld wordt over de verschillende partijen.

## Over Sabam
Sabam is de Belgische vennootschap van en voor auteurs, componisten en uitgevers. Ze beheert de rechten van haar 41.000 rechtstreeks aangesloten vennoten in 5 domeinen: muziek, film & televisie, theater & dans, visuele kunsten en literatuur. Bovendien vertegenwoordigt ze in België de rechten van miljoenen buitenlandse auteurs en componisten.
In 2018 verdeelde Sabam € 115 miljoen aan auteursrechten. Daarnaast steunde ze via Sabam For Culture datzelfde jaar meer dan 160 culturele evenementen en ruim 225 projecten van haar leden. Meer dan 200 werknemers zetten zich vanuit Brussel elke dag in voor de rechten van de auteurs. In 2022 viert Sabam haar 100-jarig bestaan.

## Over PlayRight
PlayRight is de vennootschap voor de rechten van de uitvoerende kunstenaars. De beheersmaatschappij treedt op in naam van de uitvoerende kunstenaars en werd opgericht in 1974. PlayRight regelt de inning van naburige rechten voor opnames die in België worden uitgezonden, verspreid of gekopieerd, om deze vervolgens te verdelen onder de uitvoerende kunstenaars.
Voor artiesten, door artiesten, wordt PlayRight nog steeds geleid door uitvoerende kunstenaars en vertegenwoordigt ze muzikanten, acteurs, dansers, circus- en variétéartiesten.

## Over SIMIM
SIMIM vertegenwoordigt en verdedigt de rechten van de muziekproducenten. Ze werd opgericht in juni 1995 en groepeert het geheel van Belgische en buitenlandse muziekproducenten. Ruim 1800 muziekproducenten zijn aangesloten bij SIMIM, zowel Majors als onafhankelijke muziekproducenten en artiesten die in eigen beheer muziek uitbrengen.
In hun naam treedt SIMIM op als onderhandelaar bij het afsluiten van contracten die betrekking hebben op het gebruik van hun muziekrepertoire. Het repertoire dat zij beheert, omvat honderdduizenden titels en dekt alle muzikale genres. SIMIM wordt bestuurd door ervaren vakmensen afkomstig uit de Belgische muziekindustrie.